# Тайгонос (бухта)
Тайгоно́с — бухта на северо-востоке Охотского моря в южной части Пенжинской губы.

## Топоним
Название бухты, полуострова, мыса и реки Тайгонос восходит к корякско-чукотскому Тайӈынот — «запретная, греховная земля», от основ тайӈ — «запрет», «грех» и нот — «земля».

## География
Расположена на юге одноимённого полуострова, северо-восточнее мыса Тайгонос. Соединена с Пенжинской губой узким проходом шириной около 1,1 километра. На входе в бухту расположено два мыса: Входной-Левый на западе и Входной-Правый на востоке.
На севере в бухту впадают одноимённая река и ручей Бурливый (Кылпывэем).
Юго-западнее на мысу находятся гора Вэгинен высотой 421 метр и метеостанция «Тайгонос».